# Académie d'architecture de la RDA
Pour les articles homonymes, voir Académie d'architecture (homonymie).
Ne doit pas être confondu avec Académie d'architecture de Berlin.

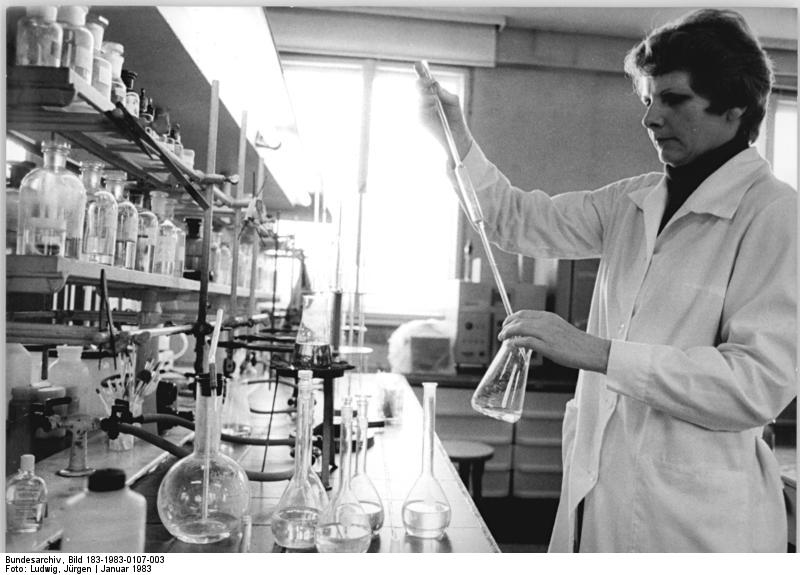
Institut des matériaux de construction à Weimar de l'Académie du bâtiment de la RDA, 1983.

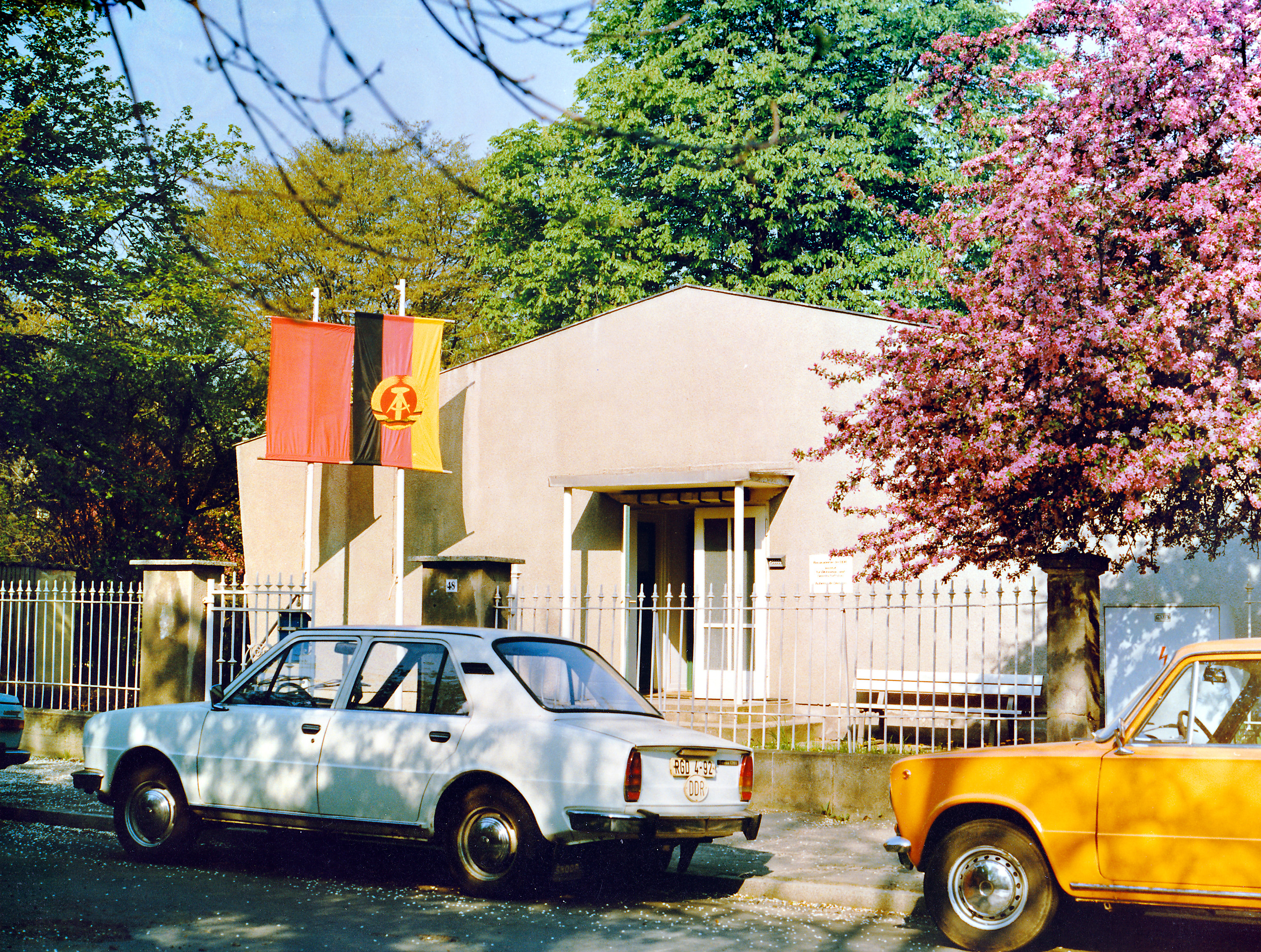
Succursale de Dresde, rue Hohe n°48, de l'Académie du bâtiment de la RDA; IWG, IfB, centre de contrôle ÖMV.

L'Académie d'architecture de la RDA ou Académie du bâtiment de la RDA est créée en 1951 par le gouvernement de la République démocratique allemande.

## Histoire
Elle porte le nom de Bauakademie der DDR à partir de janvier 1973, mais est à l'origine la Deutsche Bauakademie (DBA), fondée en janvier 1951 sur décision du Conseil des ministres de RDA. L'institution résulte de la fusion de l'Institut pour le développement urbain et la construction de bâtiments et de l'Institut pour la construction (directeur : Hans Scharoun) qui appartenaient tous deux à l'Académie des sciences de la RDA (DAW). Elle avait son siège à Berlin-Mitte, aux numéros 28-30 de la Hannoversche Strasse. Le DBA s'inscrit historiquement dans la tradition des académies d'architecture et du bâtiment en Allemagne, à laquelle appartenait notamment l'académie d'architecture de Berlin.
Cette institution scientifique centrale pour l'architecture et la construction en Allemagne de l'Est disposait de moyens considérables pour la recherche pratique, et était directement subordonnée au ministère de la Construction (MfB). Elle était dirigé par un président nommé par le président du Conseil des ministres.
Cette société savante comptait au maximum 25 membres ordinaires et 30 postulants et correspondants. Les membres titulaires et postulants formaient le plénum de l'académie. Ils travaillaient dans des départements (sections) et étaient bénéficiaires de bourses. On avait des sections économie, urbanisme et architecture, bases théoriques de l'ingénierie, planification de projet, calcul technique, génie civil, construction résidentielle et sociale, construction industrielle, construction agricole, équipement technique du bâtiment, bases fondamentales de l'ingénierie. La section bases fondamentales de l'ingénierie comptait dix groupes spécialisés en mécanique, protection incendie, acoustique, sécurité, etc..
L'académie était habilitée à décerner des doctorats et des diplômes d'ingénieur (Docteur-ingénieur, Dr.-Ing.) et des récompenses (par exemple « Pour des réalisations exceptionnelles dans le domaine de la recherche en bâtiment »). Les doctorats étaient décernés par le Conseil Scientifique .
Jusqu'en 1973, la Bauakademie avait son siège Hannoversche Strasse 28-30 à Berlin-Mitte, ce bâtiment est ensuite utilisé comme représentation permanente de la République fédérale d'Allemagne auprès de la RDA.
L'académie est dissoute après la réunification allemande en 1991.
Son premier président était l'architecte Kurt Liebknecht (de) (1905-1994), qui a obtenu son doctorat en Union soviétique de 1951 à 1961, fils du chimiste Otto Liebknecht, petit-fils de Wilhelm Liebknecht et neveu de Karl Liebknecht, deux protagonistes notables de l'histoire du socialisme en Allemagne.